# Larwicydy
Larwicydy – środki chemiczne działające zabójczo na larwy owadów np. drutowce, pędraki, gąsienice.